# Sant Miquel de la Vall
Sant Miquel de la Vall, de vegades anomenat Sant Miquel de la Vall Jussà, pel que s'explica a l'apartat d'història, és un poble de l'antic terme d'Aransís, actualment inclòs en el terme municipal de Gavet de la Conca. Tot i que de forma més freqüent apareix com a poble del terme d'Aransís, a darreries del segle xix i principis del xx fou a l'inrevés: el municipi s'anomenava Sant Miquel de la Vall, amb capitalitat de districte en aquest poble, i Aransís hi apareixia com a agregat.

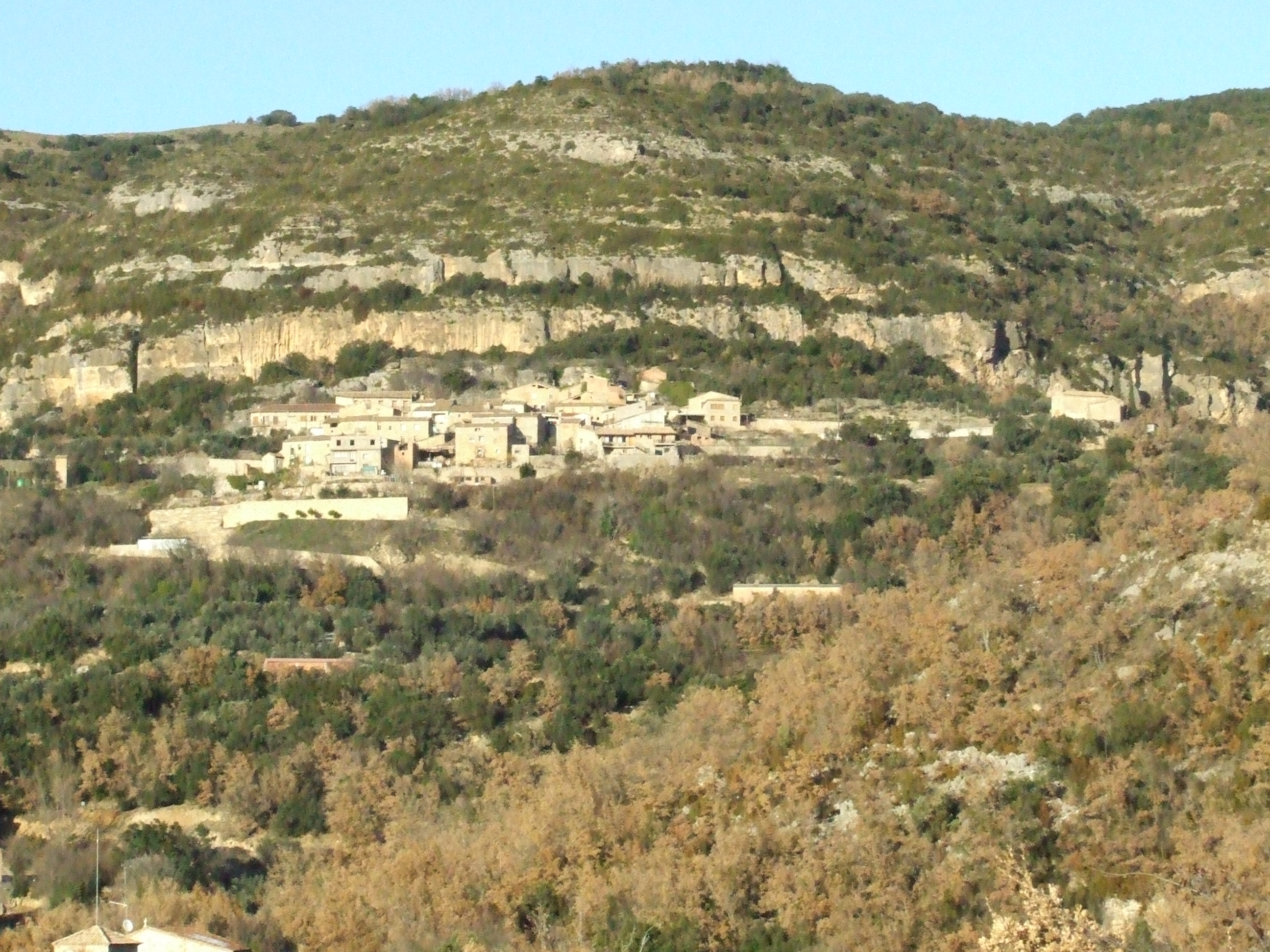
El poble des del sud

L'origen d'aquesta identitat diferenciada amb Aransís, però comuna entre els tres pobles de la vall és que ja a l'edat mitjana havien tingut una personalitat jurídica comuna, anomenada Vall de Barcedana, amb capitalitat a Sant Miquel de la Vall, segurament hereva de la jurisdicció territorial heretada del castell. Durant els anys de l'edat moderna, també tingueren universitat pròpia (nom que rebia aleshores el que ara coneixem com a municipi.
Forma unitat geogràfica amb Sant Martí de Barcedana, molt proper, i Sant Cristòfol de la Vall, a ponent de la mateixa vall, una mica més allunyat. El barranc de les Moles, afluent del de Barcedana és el que articula la vall on es troben els tres pobles, denominada des d'antic Vall de Barcedana.
En la proposta derivada per l'informe popularment denominat Informe Roca, la Vall de Barcedana integrada pels pobles de Sant Cristòfol de la Vall, Sant Martí de Barcedana i Sant Miquel de la Vall, encara actualment pertanyents a Gavet de la Conca, havia de passar a formar part d'un nou terme municipal, amb el nom de Montsec, integrat també pels termes municipals de Castell de Mur, Llimiana i Sant Esteve de la Sarga. El nou municipi de Montsec, a més, entrava a formar d'una de les quatre agrupacions municipals del Pallars Jussà, integrada per Tremp, Talarn i Montsec.

## Etimologia
Tractant-se d'un topònim descriptiu, a primera vista no sembla difícil d'explicar: el poble advocat a Sant Miquel de la vall. Cal, però, aclarir un parell de coses: Sant Miquel és un sant al qual estan dedicats majoritàriament les capelles dels castells medievals. Per tant, tot ens fa pensar de seguida en el Castelló Jussà, que hi havia en el lloc on ara es troba el poble.
D'altra banda, la vall és anomenada així, sense cap altre nom que adjectivi la vall. Es tracta, per tant, de la vall per antonomàsia, en un sector muntanyós i de valls tancades. La Serra de la Vall de Llimiana i la Serra dels Obacs formen al voltant d'aquesta vall un circ de muntanyes que fan que la vall del barranc de les Moles destaqui paisatgísticament per damunt de la vall principal del lloc, des del punt de vista estrictament geogràfic: la vall pròpiament dita de Barcedana. D'aquesta manera, la vall del barranc de les Moles passa a ser part integral de la vall de Barcedana, fins al punt que un dels seus pobles duu aquest topònim en el nom, malgrat no ser al costat mateix del barranc així anomenat.

## Geografia

### Descripció geogràfica

#### Perímetre de l'annex de Sant Miquel de la Vall

##### Límit amb Llimiana
El límit sud d'aquest annex està format pels peus del pendís del Montsec, a la riba esquerra del Barcedana. Corre paral·lel a aquest barranc des de prop de la Cova Negra de Mata-solana fins a prop de l'ermita de Sant Miquel, al peu de la Serra de Carboneres, on arrenca el camí per pujar a Sant Salvador del Bosc. Des d'aquest lloc, el termenal, amb Llimiana, baixa a travessar el Barcedana, segueix un tros cap al nord la llera del barranc de les Moles, emprèn pel torrent dels Hortals també cap al nord, deixant just a llevant del límit el poble de Sant Cristòfol de la Vall, i s'enfila fins a la Serra de la Vall de Llimiana.

##### Límit amb el sector d'Aransís de l'antic terme
El termenal trenca ara cap a llevant, fins que troba el capdamunt del Serrat del Canonge, on comença el límit amb la part principal del terme d'Aransís. Segueix cap a llevant aquesta serra, fins a assolir el cim del Capolat d'Aransís, de 1.138 m. alt.

##### Límit amb Llimiana (els Obacs)
En aquest lloc troba el límit amb els Obacs de Llimiana, del terme de Llimiana, que és tota la Serra dels Obacs, fins als Tossalets, de 1.141 m. alt.

##### Límit amb l'antic terme de Sant Salvador de Toló (Gavet de la Conca)
El termenal fa la volta per llevant als Tossalets, i, de dret cap al sud, segueix un antic camí ramader per anar a trobar el lloc, prop de la Cova Negra de Mata-solana, on hem començat aquesta descripció.

#### L'interior d'aquest annex
L'annex de Sant Miquel de la Vall del terme d'Aransís és format per una sèrie de petites valls de barrancs afluents del barranc de Barcedana, que constitueixen pràcticament tota la capçalera d'aquest barranc. La part de la capçalera que no hi pertany és del terme de Llimiana, i és tot el vessant nord del Montsec de Rúbies, que en aquest lloc marca un fort pendís cap al Barcedana, que discorre als seus peus. Així, la vall del Barcedana queda molt més oberta pel costat nord, el de Sant Miquel de la Vall, davant del pendís pronunciat del vessant septentrional del Montsec.
El barranc de Barcedana neix a l'antic terme de Sant Salvador de Toló, entre Mata-solana i l'Hostal Roig. Actualment, doncs, la capçalera sencera és dins del terme de Gavet de la Conca. Al cap de poc tros, el Barcedana entra ja dins de les valls de Sant Miquel de la Vall: de primer, la dels barrancs de la Plana i de Rosó, després el barranc dels Solans, la llau de la Coma i el barranc de la Masia del Bep. Finalment, el barranc de les Moles, que és la vall més extensa i poblada, on es troben els tres pobles: Sant Miquel de la Vall, Sant Martí de Barcedana i Sant Cristòfol de la Vall.
Al sector sud de la vall principal hi ha unes quantes masies, sense que constitueixin cap entitat de població: el Corral de Claverol, la Masia de la Colomera, el Corral de Miranda, la Masia de l'Agustí, la Masia de Quiquet, la Masia de Genissó (actualment en ruïnes), la del Peret i les de Gassol i de Maçaners (també en ruïnes totes dues), al sud-oest, i les masies del Bep, i del Tonera, al sud-oest.
Finalment, tota la part nord està constituïda per la vall en forma de circ on hi ha els tres pobles, amb algunes masies al voltant de cadascun d'ells.

### Nuclis de població
Són tres els nuclis de població d'aquesta vall: Sant Miquel de la Vall, Sant Martí de Barcedana i Sant Cristòfol de la Vall. Són a prop, sobretot els dos primers, i cadascun d'ells té el seu article propi.
A part d'ells i de les masies esmentades anteriorment, només cal destacar l'antic poble de Sant Miquel de la Vall, situat al Castell de Sant Miquel de la Vall, que conté les ruïnes del poble sobirà de Sant Miquel de la Vall, amb l'església parroquial de Santa Maria del Castelló Sobirà, i l'ermita de Sant Gervàs. També cal esmentar les ruïnes d'una altra església: la de Sant Alís, i els esments documentals a altres esglésies de les quals no es té cap notícia del seu emplaçament: Sant Privat, Sant Serni de Castellet i Santa Cecília de Barcedana.

## Història
Sant Miquel de la Vall té el seu origen en el Castell de Sant Miquel de la Vall, també anomenat Castelló Sobirà. Com molts altres pobles de la comarca, neix del trasllat a terres més avinents de la població formada a redós del castell. En aquest cas, el poble es forma en un pendís del vessant sud-oest del lloc on és el castell, separat d'ell per un torrent.
L'historiador Ignasi M. Puig i Ferraté, malauradament traspassat molt jove, va identificar aquest poble amb Sancti Michaelis de Casis, documentat el 996 en un document del monestir de Santa Maria de Gerri de la Sal, al qual pertanyia.
De fet, originalment el poble era al mateix castell, i ha estat posat al descobert en les diferents campanyes arqueològiques desenvolupades els anys 1978, 1979 i 1980; a part del castell pròpiament dit, anomenat Castelló Sobirà davant del Castelló Jussà que era on és l'actual poble de Sant Miquel de la Vall, hi van ser trobades les restes de l'església parroquial de santa Maria, la plaça de l'església, amb el traçat de les cases que la formaven (entre elles la que possiblement fou casa rectoral), diverses cases, un carrer, el forn de calç i el conjunt de fortificacions del recinte. Tot aquest conjunt, retingut en la memòria col·lectiva de la vall, era conegut com els Vilots.

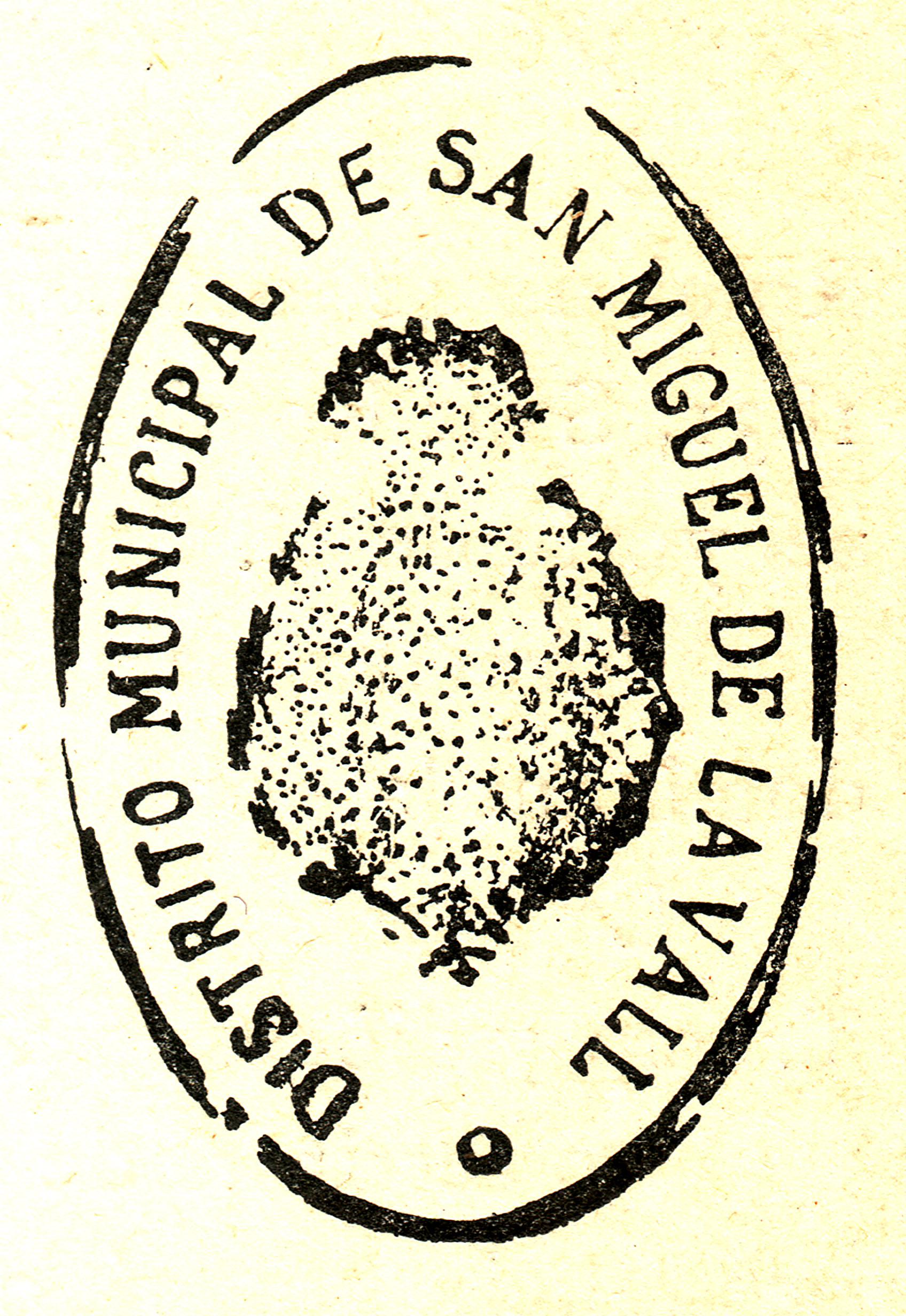
Escut municipal de Sant Miquel de la Vall, vers el 1900

Amb el pas del temps, el que havia estat Castelló Jussà del mateix complex acollí el desplaçament de la població, i així es forma un Sant Miquel de la Vall Jussà que va anar esdevenint el centre de població més important de la vall. Paral·lelament, un tercer recinte fortificat del mateix castell, l'anomenat Castellet, donà pas al poble de Sant Martí de Barcedana.
Sant Miquel de la Vall, doncs, nasqué del Castellet Jussà, també documentat com a Sant Miquel de la Vall Jussà. El poble acollí l'església parroquial de la vall, també anomenada Sant Miquel de la Vall, en part romànica. Aquesta església, com la d'Aransís, conserva la categoria parroquial, però no té rector propi. Atenen la parròquia els rectors in solidum de Gavet, residents tots dos a la rectoria de Tremp.
Pascual Madoz descriu en el seu Diccionario geográfico..., publicat el 1845, el poble de Sant Miquel de la Vall. El defineix com a poble del terme jurisdiccional de Sant Martí de Barcedana; està situat en un coster entre dos barrancs, amb bona ventilació i clima sa. Té 19 cases i una església, dedicada a sant Miquel. Fa constar que el Mas de l'Obac (els Obacs de Llimiana?) li pertany. No hi consten els habitants.
Tot i no ser un poble mai gaire gros, durant uns quants anys, a l'entorn del 1900, fou cap de districte municipal, que incloïa Aransís, com ja ha quedat dit anteriorment. No se'n tenen gaires dades numèriques, del poble de Sant Miquel de la Vall sol, totes molt recents; ens mostren un progressiu descens de la població: 41 habitants el 1970, 39 el 1980, i 35 el 2006.
Sant Miquel de la Vall havia tingut escoles públiques, de nois i de noies, però ja fa anys que foren tancades, i avui dia els infants del poble, i dels dos pobles veïns, van a l'escola a Tremp.

## Activitat econòmica
Tradicionalment, l'activitat econòmica de la vall de Sant Miquel de la Vall era l'habitual dels pobles pallaresos: collita de cereals, oli, una mica de vinya i pastures per al bestiar, cosa que feia força abundant, antigament, els ramats ovins i bovins. El bosc també era una activitat econòmica destacable. A principis del segle xx consten a la vall dos trulls, o molins d'oli, i un de farina.
En l'actualitat, com a tot el Pallars Jussà, l'economia ha conservat el conreu del blat i algun altre cereal en els llocs on és possible, i la ramaderia s'ha girat més cap a la porcina.

## Festes i tradicions
La Festa Major de Sant Miquel de la Vall no és ja amb motiu de la festa patronal de Sant Miquel. En els darrers anys s'ha celebrat el darrer diumenge d'agost, primer, i el darrer de setembre, posteriorment.
La data de sant Miquel Arcàngel es dedicava a la fira de l'Hostal Roig, una gran fira de bestiar que coincidia amb el pas dels ramats de la muntanya, on s'estaven els mesos d'estiu, a la plana, per tal de passar l'hivern. Era una fira molt important, on es trobaven pràcticament totes les poblacions de la zona del Montsec. Complementava la fira de Sant Miquel la pujada a Sant Salvador del Bosc, el Sant del Bosc, amb una processó on se solien complir moltes prometences fetes durant tot l'any, pel camí que hi puja, conegut com a Camí de les Cent Corbes.
Una altra diada assenyalada era la de sant Martí, però no pas per la veïna població de Sant Martí de Barcedana, sinó perquè les dones de Sant Miquel de la Vall, que havien estat criant perdius per tal de vendre-les aquest dia, baixaven a la Fira de Sant Martí de Vilanova de Meià, on eren famoses les perdiuaires de Sant Miquel de la Vall.
L'ermita de sant Gervàs era l'escenari d'una altra de les celebracions de la vall: l'Aplec de sant Gervàs reunia molta gent, sobretot dels tres pobles de la vall. S'hi pujava (mitja horeta de camí per un camí costerut), se celebrava una processó des del proper castell, es beneïa el terme, se celebrava la missa de precepte i s'hi cantaven els goigs dels sants Gervàs i Protàs. Actualment s'ha afegit a la festa un dinar popular.

## Serveis turístics
Hi ha un establiment per al turisme a Sant Miquel de la Vall, Cal Josep de la Vall.

## Comunicacions
No hi ha cap carretera de la xarxa primària o secundària que passi per Sant Miquel de la Vall. Ara bé, una carretera local asfaltada surt de Llimiana cap a llevant i mena a Sant Cristòfol de la Vall primer (2 km.), després a Sant Martí de Barcedana (1,5 km. més), des d'on en surt una altra que mena en poc tros a Sant Miquel de la Vall (1 km.).
De Sant Martí de Barcedana, la pista o carretera continua cap al sud-est, i mena a Mata-solana i l'Hostal Roig, on entronca amb la carretera L-913, inacabada carretera que havia d'enllaçar Vilanova de Meià amb Llimiana.
De prop de Mata-solana arrenca també una pista paral·lela al barranc de Barcedana que recorre els peus del vessant septentrional del Montsec de Rúbies i mena fins a ran mateix del Pantà dels Terradets, a la carretera LV-9121.
D'altres pistes menen al Castell de Sant Miquel de la Vall, Sant Gervàs i Aransís, però no sempre estan en prou bon estat per circular-hi.
L'únic mitjà de transport públic que passa pels tres pobles de la vall és el transport escolar organitzat pel Consell Comarcal del Pallars Jussà, que duu els nois d'aquests pobles a l'escola a Tremp.